# Štítná nad Vláří-Popov
Štítná nad Vláří-Popov – gmina w Czechach, w powiecie Zlín, w kraju zlińskim. Według danych z dnia 1 stycznia 2012 liczyła 2270 mieszkańców.
Gmina składa się z dwóch części:
- Popov
- Štítná nad Vláří